# グイド・カラブレイジ
グイド・カラブレイジ（Guido Calabresi、1932年10月18日 – ）は、アメリカの法学者、裁判官。

## 人物
1932年、イタリアのミラノに生まれ、1939年アメリカに渡った。1953年、イェール大学を卒業(専攻は経済学)、オックスフォード大学で2年間学んだ後、イェール・ロー・スクールに進学した。
1958年、ロー・スクール卒業後は合衆国最高裁判所のヒューゴ・ブラック判事のロー・クラーク(=日本の最高裁判所調査官のような働きをするスタッフ)として勤務した後、母校イェール・ロー・スクールで教鞭をとった。1962年に教授になり、1985年以降は学部長の職にある。1994年、ビル・クリントンにより第二連邦巡回区控訴裁判所の裁判官に指名された。

## 思想
経済学者のロナルド・コースと並び立つ、1960年代アメリカの「法と経済学」の開祖。カラブレイジはイェール学派を率いて、正義・衡平の原理に基づく効率性の制約に配慮し、市場が効率的に機能するための国家の介入を認めつつ、ミクロ経済学の手法を用いて法制度を分析した。この点は、同じ「法と経済学」アプローチの採用者でもリチャード・アレン・ポズナーらシカゴ学派のような市場原理主義的立場とはかなり異なる。
法的権利の割り当ての問題について、「コースの定理」を応用して「最安価損害回避者の原理」(=最も安い費用で損害や危険を回避できる者に負担させることが、費用の最小化をもたらし最も効率的である)を提示した。
また、法的権利の保護の問題について、(i)所有権ルール、(ii)賠償責任ルール、(iii)不可譲性ルールの三方式に分けて、効率性の観点から分析した。
(i)ある権利を所有権ルールで保護する場合その権利を侵害するにはあらかじめ権利保持者の合意が必要であり、合意がない限り権利保持者は権利の侵害を全面的に禁止できる
(ii)ある権利を賠償責任ルールで保護する場合その権利を自由に侵害できるが、事後的に賠償の必要がある。ただし、賠償額は裁判所が決定し、権利保持者の要求と同額である必要はない。
- したがって、取引に費用がかかるケースでは、(i)は多大な費用を要するためパレート劣位の現状が保持される可能性があり、効率性の観点からは不適切になる。(ii)であれば強制的な権利移転によってパレート優位の状態に移行でき、効率性の観点から適切か否かは賠償額次第である。

(iii)ある権利を不可譲性ルールで保護する場合効率性を問題にしないという決定であり、例えば人身の自由や選挙権などは、権利保持者が望んでも権利移転できない。
日本の法学者平井宜雄が1970年代に打ち出した法政策学構想は、カラブレイジの強い影響を受けて、経済学的・政策科学的な意思決定理論を法的観点から再構成しようとしたものである。

## 主な論文
- “Some Thoughts on Risk Distribution and the Law of Torts”. The Yale Law Journal 70 (4):  499-553. (1961). doi:10.2307/794261. ISSN 0044-0094.
- The costs of accidents : a legal and economic analysis. イェール大学出版局. (1970).
- ダグラス・メラムド（英語版） (共著) (1972). “Property Rules, Liability Rules, and Inalienability: One View of the Cathedral”. Harvard Law Review 85 (6):  1089-1128. ISSN 0017-811X.
- フィリップ・ボビット (共著) (1978). Tragic choices. The Fels lectures on public policy analysis. Norton.
- アーチボルド・コックス (共著) (1982). “A Common Law for the Age of Statutes”. California Law Review 70 (6):  1463. ISSN 0008-1221.
- A common law for the age of statutes. The Oliver Wendell Holmes lectures. ハーバード大学出版局. (1982).
- The new economic analysis of law : scholarship, sophistry, or self-indulgence?. Maccabaean lecture in jurisprudence. オックスフォード大学出版局. (1983).
- Ideals, beliefs, attitudes, and the law : private law perspectives on a public law problem. The Frank W. Abrams lectures (1st ed.). シラキュース大学出版局. (1985).

## 日本語訳
- 「最適抑制と事故」『アメリカ法』第1977巻第1号、日米法学会、1977年7月、34-55頁、ISSN 05699215。
- 松浦好治 , 松浦以津子 訳『多元的社会の理想と法 : 「法と経済」からみた不法行為法と基本的人権』木鐸社、1989年。 NCID BN03264966。
- 小林秀文 訳『事故の費用 : 法と経済学による分析』信山社出版, 大学図書 (発売)、1993年。 NCID BN09806085。
  - 原書： The costs of accidents: a legal and economic analysis. New Haven, Conn. (1975). ISBN 9780300011142
- 松浦好治 訳「危険分配と不法行為法に関する若干の考察」『「法と経済学」の原点』1号、木鐸社〈「法と経済学」叢書〉、1994年。ISBN 4833221942。 NCID BN11043485。
- グイド・カラブレイジィ、A・ダグラス・メラムド 著、松浦以津子 訳「所有権法ルール, 損害賠償法ルール, 不可譲な権原ルール : 大聖堂の一考察」『不法行為法の新世界』2号〈「法と経済学」叢書〉、1994年。ISBN 4-8332-2195-0。 NCID BN1117266X。